# Серра-дэл-Рей
Серра-дэл-Рей (порт. Serra d'El-Rei) — район (фрегезия) в Португалии, входит в округ Лейрия. Является составной частью муниципалитета Пенише. По старому административному делению входил в провинцию Эштремадура. Входит в экономико-статистический субрегион Оэште, который входит в Центральный регион. Население составляет 1377 человек на 2001 год. Занимает площадь 9,16 км².